# Guarania
La guarania est un genre musical vocal et instrumental, au rythme lent, créé par le musicien paraguayen José Asunción Flores en 1925. Il se caractérise par des morceaux composés en mode mineur. Le nom est proposé par Flores lui-même après avoir lu le poème Canto a la raza (1910) de Guillermo Molinas Rolón, dans lequel le nouveau terme estutilisé, faisant allusion à la région où vivaient les Guaranis, les ancêtres de la plupart des Paraguayens.
La guarania, son de l'âme paraguayenne est inscrite sur la liste représentative du patrimoine culturel immatériel de l'humanité par l'UNESCO en 2024.